# Тарашкевица
Тарашке́вица, класси́ческое правописа́ние (бел. тарашкевіца, класічны/клясычны правапіс) — вариант белорусской орфографии (в более широком смысле — грамматики или языковой нормы), основанный на литературной норме современного белорусского языка, первая нормализация которого была произведена Брониславом Тарашкевичем в 1918 году и официально действовала до реформы белорусского правописания 1933 года.
Название «тарашкевица» призвано подчёркивать бо́льшую, чем вариант официальной орфографии белорусского языка, близость данной языковой нормы к работе Бронислава Тарашкевича 1918 года и, возможно, появилось ещё до Второй мировой войны.
В 2005 году с выходом книги «Белорусское классическое правописание. Свод правил» была произведена современная нормализация тарашкевицы.
27 апреля 2007 года IANA присвоила тарашкевице собственный языковой подтег «tarask» (полное обозначение: be-tarask).

## История
В 1918 году перед провозглашением независимости Белорусской Народной Республики появилась необходимость кодификации белорусского языка. Ведущими белорусскими лингвистами были представлены несколько проектов:
- «Biełaruskaja hramatyka dla škoł» Бронислава Тарашкевича (вариант кириллицей вышел в том же году, но позже варианта латиницей[22]);
- «Hramatyka biełaruskaj mowy» Болеслава Пачопки;
- «Biełaruski prawapis» Антона Луцкевича и Яна Станкевича;
- «Prosty sposab stacca u karotkim časie hramatnym» Рудольфа Абихта и Яна Станкевича.

В результате предпочтение было отдано кодификации Тарашкевича, что было обусловлено следующими факторами: грамматика Тарашкевича была наиболее основательной; она охватывала большинство орфографических коллизий; в большей степени продолжала практику белорусской печати предыдущего периода; содержала упражнения, что было полезным для использования в дидактических целях; появилась на заказ белорусской политической элиты.
Грамматика Тарашкевича стала наиболее удачной практикой выделения основных закономерностей белорусского языка. Все последующие проекты и реформы белорусского языка имели в своей основе именно данную кодификацию.
В 1933 году была проведена реформа белорусского правописания. Реформа правописания не была принята за пределами БССР, в первую очередь в Западной Белоруссии, а также белорусскими центрами в Латвии, Праге и Берлине по ряду причин. В частности, Белорусское научное общество в Вильне на своем чрезвычайном заседании 31 октября 1933 года приняло резолюцию против реформы, где указало на её русификаторскую направленность и слабый научный фундамент. Это и послужило причиной появления двух вариантов белорусского правописания, один из которых использовался в БССР, а другой — за её пределами.
Среди причин непринятия реформы белорусского правописания 1933 года были следующие:
- реформе предшествовали усиленные сталинские чистки и репрессии в среде белорусской интеллигенции[12][17];
- проект реформы был разработан специальной «Политической комиссией для пересмотра русско-белорусского словаря и новых правил правописания белорусского языка», в состав которой не вошёл ни один языковед[24]. Как подчеркивают современные белорусские филологи, составители нового свода правил руководствовались в первую очередь политическими, а не филологическими соображениями[25];
- утверждение проекта было произведено Советом народных комиссаров БССР без общественного обсуждения[12][16];
- реформа проводилась в условиях жёсткого террора. Так, филолог С. Запрудский указывает на следующий факт:

Постановление СНК символизировало для современников неотклоняемую волю приблизить белорусский язык к русскому «любой ценой».
- белорусские филологи и историки указывают на то, что реформа искусственно[25][27][28][29] приблизила белорусский язык к русскому. По мнению Дмитрия Савко, политическая комиссия, проводившая реформу, взяла из предшествовавшего ей академического проекта 1933 года все пункты, предусматривающие именно сближение с русским языком, а остальные либо кардинально переработала в сторону приближения к нормам русского языка, либо не учла вовсе[30]. Кандидат филологических наук Игорь Климов пишет:

Большевистское государство <…> рассматривало язык как объект специальных манипуляций, направленных на достижение определённых, совсем не лингвистических целей. Важным направлением таких манипуляций с 1930 года было закрепление русского влияния в нормах литературных языков других народов СССР. Это повышало культурную гомогенность [однородность] среди народов советской империи, приглушало их устремления к сепаратизму, способствовало их культурной и языковой ассимиляции. Жертвой такой политики с 1930-х годов стал и белорусский язык. Его дальнейшее развитие осуществлялось не в результате внутренней необходимости или реального употребления, а предопределялось политической конъюнктурой советского государства.
В результате реформы 1933 года в белорусский язык были введены более 30 фонетических и морфологических особенностей, свойственных русскому языку. Современные белорусские филологи подчеркивают тот факт, что новые правила, введенные реформой 1933 года, искажали установившиеся нормы белорусского литературного языка путём искусственного, неестественного и принудительного наложения на них правил русского языка.
После реформы 1933 года тарашкевица продолжала использоваться белорусской эмиграцией и зарубежной диаспорой. Как отмечает газета «Беларус», ни одно белорусскоязычное издание, появившееся за пределами БССР, не пользовалось официальным вариантом белорусского языка. В то же время, отбросив всё академическое развитие после 1933 года (которое, однако, характеризовалось непостоянством официальных нормативов и отсутствием последовательности в письменной практике), белорусское эмиграционное сообщество сохранило и все проблемы грамматики, существовавшие до 1933 года, не придерживаясь при этом единого свода правил (дискуссия Яна Станкевича и М. Седнёва в начале 1950-х годов, политика издательства «Бацькаўшчына» и др.).

### Конец 1980-х — 2000-е
Во время перестройки, в конце 1980-х годов, было инициировано движение за возвращение норм тарашкевицы вместе с пересмотром итогов реформы 1933 года.
В 1988 году в газете «Літаратура і Мастацтва» было опубликовано открытое письмо молодых белорусских литераторов под названием «Репрессированное правописание» (бел. Рэпрэсаваны правапіс) с призывом к редакторам литературных изданий не изменять правописание в текстах авторов. Обращение подписали Алесь Асташонак, Адам Глобус, Владимир Орлов, Леонид Дранько-Майсюк, Сяржук Соколов-Воюш, Анатолий Сыс и др. В 1990-х годах первыми на тарашкевице стали писать Вячеслав Адамчик и Василь Быков.
В начале 1990-х годов некоторые периодические издания, например, «Свабода», «Пагоня», «Наша ніва», начали пользоваться правописанием, в котором часть вопросов белорусского правописания и грамматики разрешалась в их виде до 1933 г., прежде всего «вопрос мягкого знака», «латинизмы» и «грецизмы на западный лад». Запрет на опубликование в альтернативном правописании был тогда снят. В 1996 году газета «Свабода» издавалась тарашкевицей и имела при этом тираж до 100 тысяч экземпляров. В конце 1990-х годов некоторые из изданий, предназначенных для массового читателя, такие как «Свабода» (Минск) и «Пагоня» (Гродно), перешли на выпуск в официальном варианте грамматики. При этом, в частности, тираж газеты «Свабода» постепенно падал, достигнув сокращения в 20 раз, и в итоге издание перестало существовать.
В период с 1999 по 2003 годы на тарашкевице издавалась газета Федерацией Анархистов Белоруссии — «Навінкі», которая тематически представляла собой политическую и социальную сатиру. Издание было единственным на тот период в мире изданием анархического толка, которое выпускалось официально, имея разрешение от властей (этот факт стал одним из феноменов периода правления А. Лукашенко в белорусской истории). Главный редактор газеты — Паулюк (Павел) Канавальчик.
Среди редакторов таких изданий не существовало единого подхода к тому, какой именно совокупностью прежних правил грамматики и лексики пользоваться, хотя и делались призывы к унификации, в частности В. Вечёрко (публикации в журнале «Спадчына» в 1991 и 1994, проект «модернизации классической орфографии» в 1995). Также с целью нормализации языка авторов, редакций и издательств, которые перешли на тарашкевицу, в Вильнюсе 14 июня 1992 года прошло совещание журналистов и издателей — пользователей тарашкевицы. В декабре 1998 года в Праге прошла конференция по упорядочению тарашкевицы, в которой приняли участие два десятка белорусских лингвистов, писателей, журналистов и других пользователей тарашкевицы.
Данный вопрос вызвал раскол в белорусскоязычном обществе, со взглядами, которые колебались от несомненной поддержки до такого же несомненного отвергания, с выражениями разниц в дискуссиях на страницах газеты «Наша слова», тогда издававшейся Обществом белорусского языка имени Франциска Скорины (1992—1993), или в анкете журнала «ARCHE Пачатак» (2003).
Основные издания белорусов в Восточной Польше, например, газета «Ніва», не занимали определённой позиции в этом вопросе и продолжали пользоваться официальным правописанием. В 1992—1993 годах была созвана Государственная комиссия по орфографии, задачей которой являлась разработка рекомендаций по вопросу возвращения дореформенных положений в официальную языковую норму. Итоговые рекомендации, опубликованные 13 сентября 1994, гласили, что, хотя возвращение некоторых дореформенных норм и могло бы быть желательным, но время для таких изменений не соответствующее.
После 1994 года сторонники тарашкевицы продолжали свою издательскую деятельность и работали над внутренней кодификацией на основе проекта В. Вечёрко.
Со второй половины 1990-х годов группа учёных Института языковедения НАН Белоруссии и преподавателей ряда минских университетов во главе с академиком Александром Подлужным подготовила три варианта проекта изменений в правописании белорусского языка, в которых предлагалось вернуть в официальную белорусскую орфографию некоторые нормы тарашкевицы. Однако в 2006 году, при разработке министерского проекта новых правил белорусского языка (приняты Палатой представителей Национального собрания Республики Беларусь как Закон Республики Беларусь «Аб Правілах беларускай арфаграфіі і пунктуацыі» 24 октября 2007 года) была учтена только часть этих предложений.
В 1990-х годах Римско-католическая церковь Белоруссии использовала тарашкевицу в религиозной литературе.
29 мая 1998 года Государственный комитет Республики Беларусь о печати вынес предупреждение газете «Наша Ніва», использовавшей тарашкевицу, за нарушение официальных норм языка. 22 декабря 1998 года Высший хозяйственный суд Республики Беларусь отменил это предупреждение на основании того, что в белорусском законодательстве не содержится требований обязательного применения официальных правил белорусской орфографии и пунктуации, закрепив за газетой «Наша Ніва» право издаваться на тарашкевице.
27 апреля 2007 года IANA присвоила тарашкевице собственный языковой подтег «tarask» (полное обозначение: be-tarask).
В 2008 году печатная версия газеты «Наша Ніва» перешла на выпуск в официальном нормативном варианте грамматики. В том же году русскоязычная газета «Советская Белоруссия», печатный орган Администрации президента Республики Беларусь, отметилась передачей ответов в одном из интервью тарашкевицей.
Вместе с тем начиная с 1957 года официальная орфография белорусского языка постепенно приобретает черты тарашкевицы и эволюционирует в сторону стандарта тарашкевицы.

### Предложение 2005 года
В конце 1990-х — начале 2000-х годов в связи с вариативностью некоторых языковых правил в изданиях и СМИ, использующих тарашкевицу, назрела необходимость упорядочения правописания. В связи с этим в течение нескольких лет рабочая группа из четырёх человек занималась подготовкой и совершенствованием собрания правил тарашкевицы, в результате чего в 2005 году была издана книга «Белорусское классическое правописание. Современная нормализация», в которой была сделана попытка нормализации тарашкевицы. Одной из её особенностей было изменение алфавита (добавление факультативной буквы «ґ»).
Целью рабочей группы было создание издания для широкого круга читательской аудитории: как для журналистов, редакторов, писателей и учёных, так и для обычных пользователей. Основное внимание было направлено на сложные проблемы белорусской орфографии, а моменты, которые обычно не вызывают вопросов у пользователей, были указаны без подробного рассмотрения.
Собрание правил основывается на опубликованном в 1995 году проекте орфографии авторства Винцука Вечёрко, а также на результатах общественного его обсуждения на Пражской конференции (5—6 декабря 1998 года). Группа участников конференции собиралась на заседания регулярно с весны 2000 года, а группа с постоянным составом участников сформировалась осенью 2002 года. В общей сложности на протяжении 5 лет работы были проведены более 200 заседаний. В конце августа — начале сентября 2004 года было проведено открытое анкетирование по наиболее спорным вопросам орфографии, итоги которого были учтены в проекте Собрания правил. Проект Собрания был разослан двадцати семи специалистам — лингвистам, литераторам, в заинтересованные институции — на рецензию. Утверждение конечной редакции произошло в начале марта 2005 года.
Нормализация тарашкевицы была принята основными изданиями на тарашкевице — газетой «Наша ніва», журналом «Arche», белорусскими службами «Радио Свобода» и Польского радио. Кроме того, этот вариант нормализации орфографии используется в белорусском разделе Википедии на тарашкевице (be-tarask:).
Отсутствие декларативных сведений о конкретном варианте орфографии белорусского языка, используемом в СМИ и изданиях литературных произведений на тарашкевице, не даёт возможности однозначно сказать о принятии или непринятии варианта систематизации тарашкевицы 2005 года, но анализ таких изданий позволяет судить о том, что используемые в настоящее время в изданиях нормы тарашкевицы в сущности своей соответствуют или близки нормализации тарашкевицы 2005 года.

## Тарашкевица сегодня

### Интернет
В 2000-е гг. тарашкевица находила широкое применение в тогда ещё немногочисленных белорусскоязычных интернет-ресурсах. По мнению кандидата филологических наук Сергея Важника, официальная орфография белорусского языка воспринималась в 2006 году пользователями Байнета того времени как старая, негибкая, ненатуральная система, а тарашкевица — наоборот: как гибкая, открытая и свободная от «условностей» среда.
Стоит заметить, что в большинстве белорусских раскладок отсутствует буква «ґ». Данный символ присутствует в универсальной раскладке Данилы Исакова, и вводится с помощью сочетания клавиш AltGr+Ш.
После введения специальным законом РБ от 23 июля 2008 исправленного варианта правил орфографии и пунктуации, ставшего обязательным во всех сферах использования письменного языка на территории страны 1 сентября 2010, использование тарашкевицы постепенно сходит на нет и в интернете. В 2012 году Википедия в официальной орфографии обогнала Википедию на тарашкевице по числу статей, а по состоянию на 2020 год обгоняет её почти втрое (см. актуальные цифры в соответствующих статьях).

### Словари
В 1966 году в Нью-Йорке/Мюнхене издан сборник пословиц Логойщины на основе тарашкевицы. В 1989 году в Нью-Йорке издан Белорусско-русский (Великолитовско-русский) словарь (составитель — Ян Станкевич), доступный в библиотеке Конгресса США. В 1993 году в Минске было опубликовано факсимильное издание белорусско-русского словаря, составленного лингвистами Байковым и Некрашевичем в 1925 году. Также в 1993 вышел Краткий русско-белорусский физиологический словарь на основе тарашкевицы.
В 2006 году были изданы англо-белорусский и немецко-белорусский словари на основе тарашкевицы. Англо-белорусский словарь (составитель — Валентина Пашкевич) является первым англо-белорусским словарем среднего размера и включает в себя около 30 тысяч слов; в английской части словаря используется американский, а не британский вариант английского языка. Немецко-белорусский словарь (составитель — Николай Курьянко) также является первым немецко-белорусским словарем среднего размера и насчитывает 50 тысяч слов. По мнению белорусского лингвиста Дмитрия Савко факт того, что белорусские государственные институты не смогли издать словари подобного объёма, свидетельствует о том, что культура, имеющая в основе тарашкевицу, в том числе и лингвистическая наука, не только существует, но и имеет достижения, которыми она может посоревноваться с академической наукой.

## Оценки

### Реформа 1933 года
Грамматику 1933 года иногда называют «наркомовкой» (термин введён В. Вечёрко), что призвано подчеркивать разработку данного свода правил специальной «Политической комиссией для пересмотра русско-белорусского словаря и новых правил правописания белорусского языка» и его принятие Советом народных комиссаров БССР без общественного обсуждения. Кроме того, данную грамматику критикуют за намеренное искусственное приближение белорусского языка к русскому. Указывается, что посредством её в белорусский язык было введено более «30 фонетических и морфологических особенностей, свойственных русскому языку». В то же время тарашкевица и её предшественник, «язык сообщества Нашей Нивы», ещё в 1910-х гг. критиковались Е. Карским за неоправданное введение в белорусский язык элементов польской графики, фонетики и грамматики.

### Современные оценки
Арсений Лис (доктор филологических наук, исследователь жизнеописания Б. Тарашкевича): «В основе официальной „наркомовки“ лежит именно „Граматыка Тарашкевіча“. Все основные линии развития белорусского языка, все идеи (от лингво-грамматических терминов до формулировок правил) принадлежат ему».
Критики тарашкевицы отмечают в ней существенное польское влияние в частях графики и фонетики (такое влияние категорически отрицает В. Вечёрко), в особенности в способе передачи звучания заимствованных слов (как отмечено, например, Е. Карским и А. Журавским).
Авторы академического проекта реформы белорусского правописания 1933 года (проект был полностью переработан  политической комиссией, в состав которой не вошёл ни один языковед) называли принятый впоследствии  в проекте официальной „наркомовки“ способ передачи заимствований «великодержавными тенденциями». Академики указывали на тот факт, что данные нормы свойственны русскому произношению и ориентированы на привязку белорусского языка к русскому. Предыдущая академическая комиссия, большинство членов которой к 1933 году были репрессированы, в своем проекте 1930 года также предлагала сохранить нормы передачи заимствований, присущие тарашкевице.
В своем комментарии касательно нового Законопроекта о белорусской орфографии директор Института языка и литературы имени Якуба Коласа и Янки Купалы (бел.) Национальной академии наук Беларуси Александр Лукашанец указывает на то, что тарашкевица является белорусской исторической культурной традицией:
Это наше культурное, духовное наследие, но правила должны быть едиными, чтобы преподаватели и ученики имели возможность эффективно использовать их на практике.
Председатель Общества белорусского языка имени Франциска Скорины Олег Трусов на вопрос, как он относится к проблеме конфликта между сторонниками тарашкевицы и «наркомовки», ответил:
Никакой проблемы или конфликта я не вижу. Таким образом молодёжь «прикалывается». Ну и пусть себе «прикалывается»! Только бы по-белорусски. Учёные никогда не будут говорить «плян» или «філязофія».

## Отличия тарашкевицы и официальной орфографии белорусского языка

### Фонетикаиправописание
| Официальное правописание | Тарашкевица |
| Алфавит | |
| Вариант 1918 года | В варианте нормализации тарашкевицы 2005 года введена факультативная буква «ґ, обозначающая взрывной звук [г]». |
| Обозначение ассимиляционной мягкости согласных | |
| Орфоэпическая норма дополнительно не определяется. Примеры: снег, з’ява, дзве | Определяется с помощью мягкого знака. Примеры: сьнег, зьява, дзьве |
| Фонетический принцип в правописании | |
| В основном ограничен безударными гласными. Примеры: стагоддзе, не толькі, тэатр | Распространён, в том числе, на согласные и на стыках морфем. Примеры: стагодзьдзе, ня толькі, тэатар |
| Транскрипция иностранных слов | |
| Слоги [ла], [ло], [лу] | |
| Транскрибируются в основном твёрдым [л]. Примеры: план, логіка, Платон, клон, дысплей Учёные Института языкознания в 1933 году называли предложения по введению данных норм «великодержавническими тенденциями», указывали на их свойственность русскому произношению. | Транскрибируются с мягким [л'] в словах западноевропейского происхождения кроме большинства англицизмов. С твёрдым [л] в большинстве англицизмов. В заимствованиях из других языков транскрибируется в зависимости от твёрдости или мягкости звука в языке-источнике. Примеры: плян, лёгіка, Плятон, клён, дысплэй Фонетическая традиция среды, которая сложилась вокруг газеты «Наша ніва». Авторы академических проектов 1930 и 1933 гг. предлагали сохранить данную норму. Мягкая передача среднеевропейского [л] зафиксирована в формах старобелорусского языка XVII—XVIII веков (люнатык, лабиринт [л’а], капаланъ [л’а], каппеллѧ [л’а]), а также в белорусских формах XIX века (ляўр(ы), кляс(а)). Мягкая передача арабского [л] зафиксирована в старобелорусском языке XVII века (корабеля < город Kerbela). По мнению Е. Потехиной, теперь сложно с уверенностью утверждать, являлось ли такое произношение распространённым или же имело характер своеобразного интеллигентского арго. |
| Зубные согласные [д], [т], [з], [с] перед гласными переднего ряда [е], [і] | |
| В основном сохраняется твёрдость [д], [т], а [з], [с] произносятся мягко. Примеры: дыван, тыгр, сігнал, фізіка, казіно, апельсін В 1957 году в официальную языковую норму было введено мягкое произношение д, т перед суффиксами -ін, -ір, -ёр, -еец, -ейскі: каранцін, камандзір, акцёр, гвардзеец, індзейскі, которые в белорусском языке произносятся только твёрдо. | В основном, сохраняется твёрдость [д], [т]. Звуки [з], [с] сохраняются твёрдыми, когда находятся в начале или иногда середине основы; в остальных случаях [з], [с] передаются преимущественно мягко. Примеры: дыван, тыгр, сыгнал, фізыка, казіно, апэльсін Авторы академических проектов 1930 и 1933 гг. предлагали сохранить данную норму. Сохранение твёрдости гласных перед [е] зафиксировано в старобелорусском языке XVI—XVII веков (сэнат, фэстъ; сындикъ, сынодъ, визытовати, дыспозыцы(я)), а также в белорусских формах слов в 19 веке (сэнат, маніфэст, пэнсія; сындыкат(ъ), сынод, дыспазыцы(я)). |
| Вообще само явление отвердевания [д] и [т] перед гласными переднего ряда в словах иноязычного происхождения является ярким примером польского влияния на белорусский письменный язык, иногда очень давнего (XIV век). Частично это сохраняется и в современной литературной норме. В народно-диалектном языке такая особенность не закрепилась. | |
| [п], [м], [б], [в], [н] перед гласными переднего ряда [е] | |
| В основном мягкие варианты. Примеры: абанент, універсітэт, метрапалітэн, дэбет Учёные Института языкознания в 1933 году называли предложения по введению данных норм «великодержавницкими тенденциями», указывали на их свойственность русскому произношению. | В основном твёрдые варианты. Примеры: абанэнт, унівэрсытэт, мэтрапалітэн, дэбэт Авторы академических проектов 1930 и 1933 гг. предлагали сохранить данную норму. Е. Потехина утверждает, что в белорусских диалектах такого произношения не зафиксировано. |
| Хотя известно, что в основном в диалектах в заимствованных словах твёрдые зубные перед гласными переднего ряда смягчаются, достаточного количества диалектологических сведений о произношении в таких положениях [с], [з], [н] нет, что усложняет выработку не противоречащих системе языка нормативных правил. | |
| Сочетание [j]/[й] с гласными | |
| В основном передаются со вставным [j], в то же время существует множество ограничений. Примеры: маёр, Нью-Йорк, езуіт, маянэз, майя Правила белорусской орфографии и пунктуации 2008 года закрепили последовательную передачу вставного [j]. Примеры: маёр, Нью-Ёрк, езуіт, маянэз, мая Ограничения были навязаны конвенциями русского языка. | Последовательно передаются со вставным [j]. Примеры: маёр, Нью-Ёрк, езуіт, маянэз, мая |
| Транслитерация букв β («бета») и θ («фита») в грецизмах | |
| Частично согласно византийской традиции — «бета» как [в], «фита» как [ф], — частично как в латинской традиции — «бета» как [б], «фита» как [т]. Примеры: абат, араб, сімвал, Візантыя; арфаграфія, міф, матэматыка, рытм | Последовательно передаются согласно латинской традиции, «бета» как [б], «фита» как [т]. Примеры: абат, араб, сымбаль, Бізантыя; артаграфія, міт, матэматыка, рытм Авторы академических проектов 1930 и 1933 гг. предлагали сохранить данную норму. Передача «беты» как [б], а «фиты» как [т] зафиксирована в старобелорусском языке XV—XVII веков (дьѧбл-, д'ѧбл-, барбар(ъ); аритметыка, ωртокграθеѧ), а также в белорусских формах слов в XIX веке (дьябал(ъ), сымболь). |
| С одной стороны, звук [ф] в белорусском языке появляется хоть и с заимствованными словами, но давно, и уже значительно распространён в диалектах; с другой стороны, нельзя уверенно говорить про то или иное произношение в древних мёртвых языках, а сущность проблемы вообще заключается не в конкретном чтении, а в выборе общей традиции письма, которая в Белоруссии складывалась как под влиянием византийско-греческой (распространённой у всех восточных славян), так и латинской (через посредничество польского языка) языковых традиций. | |

### Морфология
| Официальное правописание | Тарашкевица |
| Использование словообразовательного форманта -ір-/-ыр- в глаголах с заимствованной основой | |
| Сохраняется в заимствованных через русский язык словах. Примеры: фарміраваць, санкцыяніраваць, замаскіраваць | Присутствует дискуссия о целесообразности применения словообразовательного форманта -ір-/-ыр-. Преобладающее большинство заимствованных глаголов используется без форманта -ір-/-ыр-, нехарактерного для белорусского языка и использующегося в первую очередь в тех случаях, когда необходимо избежать омонимии. Примеры: фармаваць, санкцыянаваць, замаскаваць; буксаваць — буксіраваць, камандаваць — камандзіраваць, касаваць — касіраваць |
| | Расширение безаффиксной модели образования существительных. Примеры: выступленне → выступ, наступленне → наступ, спадзяванне → спадзеў |
| Система словоизменения | |
| Для существительных мужского и среднего рода предложного падежа множественного числа допустимы только флексии -ах, -ях. Примеры: у лясах, у палях По мнению С. Станкевича, флексии -ах, -ях являются характерными для русского языка и были искусственно введены реформой 1933 года вместо характерных для белорусского языка флексий -ох, -ёх. | Флексии -ах, -ях существительных мужского и среднего рода предложного падежа множественного числа могут меняться на -ох, -ёх, однако, допустимы оба варианта. Примеры: у лясах — у лясох, у палях — у палёх |
| | |
| В родительном падеже множественного числа существительных женского рода характерны окончания -ей. Примеры: магчымасцей, цяжкасцей, сувязей По мнению С. Станкевича, окончание -ей является характерной особенностью русского языка, в отличие от свойственного белорусскому языку окончания -яў.                                                | В родительном падеже множественного числа существительных женского рода характерны окончания -яў. Примеры: магчымасьцяў, цяжкасьцяў, сувязяў |
| | |
| Распространённое использование флексии -а родительного падежа единственного числа 1-го склонения. Примеры: завода, інстытута, сацыялізма Как отмечает С. Станкевич, флексия -а, характерная для русского языка, была введена реформой 1933 года вместо характерной для белорусского языка флексии -у.                                           | Ограниченное использование флексии -а родительного падежа единственного числа 1-го склонения в пользу флексии -у. Примеры: заводу, інстытуту, сацыялізму По мнению Е. Потехиной, изменение ориентировано на аналогию с польским языком. |
| | |
| Использование только сложного будущего времени. Примеры: буду рабіць, будзем рабіць Форма простого будущего времени была исключена из белорусского языка реформой 1933 года. | Допустимо расширение формы будущего времени формой простого будущего времени, характерной для юго-западных диалектов. Примеры: буду рабіць — рабіцьму, будзем рабіць — рабіцьмем |
| | Расширение флексии -оў родительного падежа множественного числа. Примеры: словы — слоў → словаў, мовы — моў → моваў |
| | Возможно использование в творительном падеже единственного числа в парадигме 3-го склонения флексии 2-го склонения. Примеры: Беларусьсю — Беларусяй, з маці — з мацерай |
| | Возможно использование в формах предложного падежа единственного числа 1-го склонения флексии -у. Примеры: у цені — у ценю, у Фаўстусе — у Фаўстусу |

Как считает Е. Потехина, для тарашкевицы возможны общие изменения в системе склонения субстантивов (активная ликвидация грамматических чередований и их специализация как продолжение процесса унификации типов склонения согласно признаку рода). Также имеют место отдельные факты изменения парадигм отдельных лексем. Потехина отмечает, что основанием для этого служит переориентация норм литературного языка с речей центральной полосы на западнобелорусские, в меньшей степени русифицированные, то есть «в большей степени белорусские». По мнению Потехиной, при этом не берётся во внимание фактор языковых контактов на пограничье.

### Синтаксис
В основном существуют отличия в предложном управлении.
| Официальное правописание                                                                                          | Тарашкевица                                                            |
| Изменение управления в конструкциях с предлогом па                                                                |                                                                        |
| Вариантное (па + дательный или предложный падеж). Примеры: па футболу — па футболе, па вызваленню — па вызваленні | Унифицированное (па + предложный). Примеры: па футболе, па вызваленьні |

### Лексикология
Отличия в области лексикологии носят характер оценок конкретных вариантов использования в частных случаях, но вообще говоря, зависят от выбора лексики самими носителями языка. Орфография имеет здесь достаточно опосредствованное значение и, в общем случае, особенности, указанные ниже, могут использоваться носителями независимо от используемой орфографии.
| Официальное правописание | Тарашкевица |
| Лексемы иноязычного происхождения | |
| С. Станкевич отмечает, что из-за влияния русского языка в БССР в белорусский язык было заимствовано большое количество несвойственной для него лексики, которая используется в официальном варианте правописания. Примеры: асцерагацца → апасацца, гераізм → доблесць, угода → здзелка, цягнік → поезд | Е. Потехина утверждает, что в целях освобождения белорусского языка от русизмов активизируется заимствование из польского языка, причём необязательно польских лексем. Примеры: пасол → амбасадар, фактар → чыньнік, карта → мапа, вадзіцель → кіроўца |
| Лексемы исторически белорусского происхождения | |
| По мнению С. Станкевича, происходит добавление в белорусский язык слов с белорусскими корнями, но структурой русского языка, а также замена значений белорусских слов на значения аналогичных по звучанию слов русского языка. Примеры: скасаваць → адмяніць, скласці → саставіць, рабунак → грабеж, вайсковы → воінскі В словарях, выпущенных после реформы 1933 года, удалён существенный пласт белорусской лексики; в вариативных случаях оставлены слова, присутствующие в русском языке. | По мнению Е. Потехиной, происходит замена некоторых исконно белорусских лексем: Примеры: адбывацца → тачыцца, умова → варунак, намаганьні → высілкі, іменна → менавіта                                                                                 |
| Географические названия | |
| В белорусский язык вводятся русские варианты топонимов (в случае необходимости переделанные на белорусский манер). Примеры: Мінск, Брэст, Расія, Літва, Германія, Англія | Сохранены устаревшие варианты географических названий: Примеры: Менск, Берасьце, Расея, Летува, Нямеччына, Ангельшчына |

## Факты
- Надпись на горельефе памятника Ленину на Площади Независимости в Минске выполнена на тарашкевице. Памятник был создан до реформы белорусского языка 1933 года, поэтому в надписи используется вариант орфографии, который был в официальном употреблении на момент создания памятника: «Уперад пад сьцягам Леніна да перамогі коммунізму»[значимость факта?].